# 조반니 아리기
조반니 아리기(Giovanni Arrighi) (1937년 7월 7일 – 2009년 6월 18일)는 1998년부터 존스 홉킨스 대학교(Johns Hopkins University)의 사회학 교수로 근무한 이탈리아 경제학자, 사회학자이자 세계체계론자이다. 그의 저작은 15개 이상의 언어로 번역되었다.

## 생애
가장 유명한 작품은 세계 자본주의의 기원과 변화에 관한 3부작으로 1994년 자본주의의 진화를 재해석한 책 『장기 20세기: 화폐, 권력, 우리 시대의 기원』(The Long 20th Century : Money, Power, and the Origins of Our Times)이다. 이 책은 10개 이상의 언어로 번역된 이 분야의 고전이다.

## 같이 보기
- 세계체제론